# Almoraima
Albums de Paco de Lucía
En vivo desde el teatro real
(1975) Interpreta a Manuel de Falla
(1978)
Almoraima est un album du guitariste de flamenco Paco de Lucía publié en 1976.
Dans cet album, Paco de Lucía enrichit les différentes influences du flamenco. On y trouve un oud et des modes orientaux issus des Maqâms (sur Almoraima) ou des rythmes de Rumba brésilienne et de Bossa nova sur Rio Ancho.

## Titres
Toute la musique est composée par Paco de Lucía.
| No | Titre               | Durée |
| -- | ------------------- | ----- |
| 1. | Almoraima           | 5:25  |
| 2. | Cueva del gato      | 5:43  |
| 3. | Cobre               | 3:10  |
| 4. | A la Perla de Cádiz | 4:27  |
| 5. | Ole                 | 4:19  |
| 6. | Plaza Alta          | 6:13  |
| 7. | Río Ancho           | 4:29  |
| 8. | Llanos de Real      | 3:39  |

## Musiciens
- Paco de Lucía : guitare, oud
- Ramón de Algeciras : guitare
- Alvaro Yebenes : basse
- Pedro Ruy-Blas : percussions
- Jose Torregrosa : arrangements et direction musicale